# 37. ceremonia wręczenia Independent Spirit Awards
37. ceremonia wręczenia niezależnych nagród Independent Spirit Awards za rok 2021, odbyła się 6 marca 2022 roku na plaży w Santa Monica. 
Nominacje do nagród ogłoszone zostały 14 grudnia 2021 roku przez Beanie Feldstein, Regina Hall i Naomi Watts.
Po raz drugi wręczono nagrody w kategoriach telewizyjnych.
Galę wręczenia nagród poprowadzili Megan Mullally i Nick Offerman.

## Laureaci i nominowani
Laureaci nagród wyróżnieni są wytłuszczeniem

### Produkcje kinowe

#### Najlepszy film niezależny
- Córka
  - Chiara
  - C'mon C'mon
  - Nowicjuszka
  - Zola

#### Najlepszy film zagraniczny
- Drive My Car (Japonia)
  - Przedział nr 6 (Estonia / Finlandia / Niemcy / Rosja)
  - Matki równoległe (Hiszpania)
  - Kamyki (Indie)
  - Mała mama (Francja)
  - Modlitwa o lepsze dni (Meksyk)

#### Najlepszy reżyser
- Maggie Gyllenhaal – Córka
  - Janicza Bravo – Zola
  - Lauren Hadaway – Nowicjuszka
  - Mike Mills – C'mon C'mon
  - Ninja Thyberg – Pleasure

#### Najlepszy scenariusz
- Maggie Gyllenhaal – Córka
  - Nikole Beckwith – Umowa na zawsze
  - Janicza Bravo i Jeremy O. Harris – Zola
  - Mike Mills – C'mon C'mon
  - Todd Stephens – Łabędzi śpiew

#### Najlepsza główna rola żeńska
- Taylour Paige – Zola jako Aziah "Zola" King
  - Isabelle Fuhrman – Nowicjuszka jako Alex Dall
  - Brittany S. Hall – Test Pattern jako Renesha Bell
  - Patti Harrison – Umowa na zawsze jako Anna
  - Kali Reis – Catch the Fair One jako Kaylee "K.O." Uppashaw

#### Najlepsza główna rola męska
- Simon Rex – Red Rocket jako Mikey Saber
  - Clifton Collins Jr. – Jockey hako Jackson Silva
  - Frankie Faison – Zabójstwo Kennetha Chamberlaina jako Kenneth Chamberlain Sr.
  - Michael Greyeyes – Dziki Indianin jako Makwa
  - Udo Kier – Łabędzi śpiew jako Pat Pitsenbarger

#### Najlepsza drugoplanowa rola żeńska
- Ruth Negga – Pomiędzy jako Clare Bellew
  - Jessie Buckley – Córka jako Young Leda Caruso
  - Amy Forsyth – Nowicjuszka jako Jamie Brill
  - Revika Reustle – Pleasure jako Joy
  - Suzanna Son – Czerwona rakieta jako Strawberry

#### Najlepsza drugoplanowa rola męska
- Troy Kotsur – CODA jako Frank Rossi
  - Colman Domingo – Zola jako Abegunde "X" Olawale
  - Meeko Gattuso – Queen of Glory jako Pitt
  - Will Patton – Sweet Thing jako Adam
  - Chaske Spencer – Dziki Indianin jako Teddo

#### Najlepszy debiut
(Nagroda dla reżysera)

Reżyser − Tytuł filmu
- Roshan Sethi – 7 Days
  - Nicole Riegel – Holler
  - Nana Mensah – Queen of Glory
  - Shatara Michelle Ford – Test Pattern
  - Lyle Mitchell Corbine Jr. – Dziki Indianin

#### Najlepszy debiutancki scenariusz
- Michael Sarnoski i Vanessa Block – Pig
  - Sheldon D. Brown i Matthew Fifer – Cicada
  - Lyle Mitchell Corbine, Jr. – Dziki Indianin
  - Shatara Michelle Ford – Test Pattern
  - Fran Kranz – Odkupienie

#### Najlepszy film dokumentalny
- Summer of Soul (...Or, When the Revolution Could Not Be Televised)
  - Chiński sen
  - Przeżyć
  - Jednym tchem
  - Procesja

#### Najlepsze zdjęcia
- Eduard Grau – Pomiędzy
  - Ante Cheng i Matthew Chuang – Blue Bayou
  - Lol Crawley – Ludzie
  - Tim Curtin – Chiara
  - Ari Wegner – Zola

#### Najlepszy montaż
- Joi McMillon – Zola
  - Affonso Gonçalves – Chiara
  - Ali Greer – The Nowhere Inn
  - Lauren Hadaway i Nathan Nugent – Nowicjuszka
  - Enrico Natale – Zabójstwo Kennetha Chamberlaina

#### Nagroda Johna Cassavetesa
(przyznawana filmowi zrealizowanemu za mniej niż pięćset tysięcy dolarów)
Tytuł filmu
- Shiva Baby
  - Kryptozoo
  - Oszukać
  - Słodka rzecz
  - To nie jest opowieść wojenna

#### Nagroda Producentów
Nagroda jest przyznawana wschodzącym producentom, którzy pomimo bardzo ograniczonych zasobów wykazują kreatywność, wytrwałość i wizję wymagane do produkcji wysokiej jakości filmów niezależnych. Nagroda obejmuje nieograniczoną dotację w wysokości 25 000 USD.
- Lizzie Shapiro
  - Brad Becker-Parton
  - Pin-Chun Liu

#### Nagroda Roberta Altmana
(dla reżysera, reżysera castingu i zespołu aktorskiego)
- Odkupienie – Fran Kranz (reżyser), Henry Russell Bergstein (reżyser castingu), Allison Estrin (reżyser castingu), Kagen Albright, Reed Birney, Michelle N. Carter, Ann Dowd, Jason Isaacs, Martha Plimpton i Breeda Wool

#### Nagroda „Ktoś do pilnowania”
(28. rozdanie nagrody „Ktoś do pilnowania”; nagroda przyznana zostaje utalentowanemu reżyserowi z wizją, który nie otrzymał jeszcze odpowiedniego uznania. Nagroda wynosi 25 000 dolarów)

(Reżyser − Film)
- Alex Camilleri – Luzzu
  - Gillian Wallace Horvat – I Blame Society
  - Michael Sarnoski – Pig

#### Nagroda „Prawdziwsze od fikcji”
(27. rozdanie nagrody „Prawdziwsze od fikcji”; nagroda przyznana została wschodzącemu reżyserowi filmu non-fiction, który jeszcze nie otrzymał uznania. Nagroda wynosi 25 000 dolarów)

(Reżyser − Film)
- Jessica Beshir – Faya Dayi
  - Debbie Lum – Try Harder!
  - Angelo Madsen Minax – North by Current

### Produkcje telewizyjne

#### Najlepszy serial telewizyjny
- Rdzenni i wściekli (FX on Hulu)
  - Blindspotting (Starz)
  - It's a Sin (Channel 4)
  - The Underground Railroad (Prime Video)
  - We Are Lady Parts (Channel 4)

#### Najlepszy nowy serial lub serial dokumentalny
- Black and Missing (HBO)
  - The Choe Show (FX)
  - The Lady and the Dale (HBO)
  - Nuclear Family (HBO)
  - Philly D.A. (PBS)

#### Najlepszy aktor w serialu telewizyjnym
- Lee Jung-jae – Squid Game jako Seong Gi-hun (Netflix)
  - Olly Alexander – It's a Sin jako Ritchie Tozer (Channel 4)
  - Murray Bartlett – Biały lotos jako Armond (HBO)
  - Michael Greyeyes – Rutherford Falls jako Terry Thomas (Peacock)
  - Ashley Thomas – Them: Covenant jako Henry Emory (Prime Video)

#### Najlepsza aktorka w serialu telewizyjnym
- Thuso Mbedu – The Underground Railroad jako Cora Randall (Prime Video)
  - Deborah Ayorinde – Them: Covenant jako Livia "Lucky" Emory (Prime Video)
  - Jasmine Cephas Jones – Blindspotting jako Ashley Rose (Starz)
  - Jana Schmieding – Rutherford Falls jako Reagan Wells (Peacock)
  - Anjana Vasan – We Are Lady Parts jako Amina (Channel 4)

#### Najlepsza obsada w serialu telewizyjnym
- Rdzenni i wściekli